# Tultepec
Tultepec est une municipalité de l'État de Mexico, au Mexique. Elle couvre une superficie de 19,02 km2 et compte 150 182 habitants en 2015.

## Économie
Le 20 décembre 2016, une grave explosion du marché de San Pablito tue accidentellement au moins 36 personnes et en blesse 59 autres.

## Culture
Tultepec possède parmi ses manifestations culturelles périodiques un festival de feux d'artifice.

## Municipalités
- Santiago Teyahualco